# پاکسازی (مجموعه تلویزیونی)
پاکسازی (به انگلیسی: The Purge) یک مجموعه تلویزیونی ترسناک آنتولوژی آمریکایی است که توسط جیمز دمونوکو ساخته شده‌است و ز سال ۲۰۱۸ تا ۲۰۲۰ در یواس‌ای نتورک منتشر شد.
فصل اول این سریال در محدوده زمانی سال ۲۰۲۷ را نشان می‌دهد و آن را بین دو فیلم هرج و مرج و سال انتخابات در جدول زمانی این سریال قرار داد.

## بازیگران

### فصل ۱

#### اصلی
- گابریل چاواریا به عنوان میگوئل گوئرو، یک نیروی دریایی آمریکایی که پس از دریافت یک پیام رمزنگاری از خواهر خود، پنه لوپه، در شب پاکسازی به خانه برمی گردد.[۱]
- جسیکا گارزا به عنوان پنه لوپه گوئرو، خواهر میگل
- آماندا وارن به عنوان جین باربور، یک متخصص مالی و زحمتکش در امور مالی[۲]
- کولین وودل به عنوان ریک بتنکتور
- هانا امیلی اندرسون به عنوان جینا بتنکتور، یک طرفدار ضد پاکسازی و متعهد
- لیلی سیمونز به عنوان لیلا استنتون، یک زن جوان، ثروتمند و سرکشگر[۳]
- لی ترگسن به عنوان جو اوونز، مردی زرهی، ماسک زده و به ظاهر عادی که در شهر رانندگی می‌کند، هنگام گوش دادن به سخنرانی‌های ضبط شده یک مربی انگیزشی، در اعمال خشونت پاکسازی مداخله می‌کند.

#### مکرر
- دومینیک فوموسا به عنوان پیت پلیس، مردی مشتاق، نظامی سابق و پلیس سابق با گذشته مرموز و یک حس طنز خشک. او به شدت در ارتباط و احترام جامعه است[۴]
- ویلیام بالدوین به عنوان دیوید رایکر، شریک مدیریت در شرکت سرمایه‌گذاری جین و رئیس وی[۵]
- فیونا دوریف به عنوان رهبر خوب تاویس، فرهنگی که طرفداران خود را در شب پاکسازی به خطر می‌اندازد.[۶]
- رید دایموند به عنوان آلبرت استنتون، یکی از بنیانگذاران جدید آمریکا و شوهر الی[۷]
- آندره فرانکل به عنوان الی استنتون، یکی از بنیانگذاران جدید آمریکا و همسر آلبرت
- پائولینا گالوس به عنوان کاتالینا، خدمتکار خانواده استنتون
- آدام استفنسون به عنوان مارک کانتوف، یکی از زیردستان جین
- جسیکا میسل به عنوان آلیسون، یکی از زیردستان جین
- الیشیا اوچس به عنوان آنیا، همکار جین
- دیلان آرنولد به عنوان هنری بدرو، یک معتاد به مواد مخدر و دوست پسر سابق پنه لوپه
- کریستوفر بری به عنوان رکس، گردآورنده کارناوال فلش.
- دین رودز به عنوان کارمانوک کاسکون، دوست پیت.
- آلیسون کینگ به عنوان آیلین، زنی که توسط جو در پورژ شب نجات یافت و نماینده کارخانه ای که جو در آن کار می‌کرد.
- گرت کرویتوف به عنوان کیک چارلی، مردی که شب پاکسازی توسط جو در نجات یافت.
- کلی مورتاگ به عنوان پیژ، زنی که توسط جو در شب پاکسازی ربوده شد.
- استیو کولتر به عنوان جان اوونز، پدر جو
- آزماری لیوینگستون به عنوان براکا، یک مزدور پاکسازی که توسط جین استخدام شده‌است.
- دنیل تایلر به عنوان لورن باربور، مادر جین
- جو کرست به عنوان راس بیلیس، همسایه ریک و جنا

### فصل ۲

#### اصلی
- درک لوک به عنوان مارکوس مور[۸]
- مکس مارتینی به عنوان رایان گرانت
- پائولا نونز به عنوان اسمه کارماونا
- جوئل آلن به عنوان بن گاردنر، دانشجویی که برای اولین بار در شب پاکسازی به بیرون می‌رود.

#### مکرر
- راشل آیتس به عنوان میشل مور، همسر دوم مارکوس.
- دنزل ویتاکر به عنوان دارن مور، دانشجوی دانشگاه کوک، پسر مارکوس و همکلاسی بن گاردنر
- کانر ترینی یر به عنوان کورتیس، رئیس اسمه.
- شارلوت شوایگر به عنوان ویویان راس، همکار اسمه.
- جاناتان مدینا به عنوان تامی اورتیز، بخشی از تیم رایان گرانت.[۹]
- چل راموس به عنوان سارا ویلیامز، بخشی از تیم رایان گرانت.
- یارن میچل به عنوان داگ وارگاس، بخشی از تیم رایان گرانت.
- کریستین دانفورد به عنوان آندره زیو، یک کاپیتان پلیس فاسد و سرپرست سابق رایان، تامی، سارا و داگ.
- دانیکا یاروش به عنوان کلن استوارت، دوست دختر بن و دانشجوی تاریخ هنر در دانشگاه کوک.
- مت شیوی به عنوان ترنر، دوست بن و تعهد دلتا تاو گاما در دانشگاه کوک.
- لارنس کائو به عنوان اندی ترن، دوست جدید بن در دانشگاه کوک.
- جی علی به عنوان سم تاکر، همسایه مارکوس و میشل و همسر آوریل.
- ریچل جی ویتل به عنوان آوریل تاکر، همسایه مارکوس و میشل و همسر سم.
- دیو مالدونادو به عنوان کلینت ، مارکوس و همسایه میشل
- دوین تایلر به عنوان تونیا، همسر اول مارکوس و مادر دارن.
- آویس-ماری بارنز به عنوان درو آدامز، استاد دانشگاه کوک
- جرالدین سینگر به عنوان آلیس گرانت ، مادر رایان.

#### نقش مهمان
- ایثن هاوک به عنوان جیمز سندین، یک طراح سیستم امنیتی

## تولید

### توسعه
در ماه مه سال ۲۰۱۷ گزارش شد که یو اس ای نتورک پیش فروش سریال را در سال ۲۰۱۸ انجام می‌دهد. این سریال در ۴ سپتامبر ۲۰۱۸ به نمایش درآمد. در ۶ نوامبر ۲۰۱۸، یو اس ای نتورک نمایش این نمایش را برای یک فصل دوم که از ۱۵ اکتبر ۲۰۱۹ آغاز شد تمدید کرد. در تاریخ ۱۳ مه ۲۰۲۰، یو اس ای نتورک پس از دو فصل این سریال را لغو کرد.

### فیلمبرداری
فیلمبرداری برای فصل اول، از ماه مه ۲۰۱۸ آغاز شد.

## بازخورد

### پاسخ انتقادی
در وب‌سایت بازبینی جمعی راتن تومیتوز، این سریال دارای رتبه ۴۲٪ بر اساس ۳۸ بررسی، با یک امتیاز متوسط: ۵٫۵۱ از ۱۰ است. متاکریتیک بر پایه ۱۳ منتقد، امتیاز ۴۴ از ۱۰۰ را بهاین سریال داده و نشانگر «بررسی‌های مختلط یا متوسط» است.

### جوایز
| سال  | اتحادیه     | دسته‌بندی                                  | نامزد(ها) | نتیجه    |
| ---- | ----------- | ----------------------------------------- | --------- | -------- |
| ۲۰۱۹ | جوایز ساترن | بهترین سریال تلویزیونی اکشن و هیجان انگیز | پاکسازی   | نامزدشده |

## رسانه‌های خانگی
ده قسمت از فصل اول در تاریخ ۸ ژانویه ۲۰۱۹ با پخش DVD و Blu-ray در منطقه ۱ منتشر شد.